# Chorispora greigii
Chorispora greigii là một loài thực vật có hoa trong họ Cải. Loài này được Regel mô tả khoa học đầu tiên năm 1879.